# Augusto Ramos Soares
Augusto Ramos Soares, född 22 augusti 1986, är en östtimoresisk friidrottare.
Soares tävlade för Östtimor vid olympiska sommarspelen 2008 i Peking, men kom inte till start i maratonloppet.
Vid olympiska sommarspelen 2012 i London slutade Soares på 84:e plats i maratonloppet. Vid olympiska sommarspelen 2016 i Rio de Janeiro blev han utslagen i försöksheatet på 1 500 meter.